# Petar Šegedin
Petar Šegedin   (Orebić, 14 de setembre de 1926 - Dubrovnik, 14 d'octubre de 1994) fou un atleta iugoslau, d'origen croata, especialista en els 3.000 metres obstacles, que va competir durant les dècades de 1940 i 1950.
El 1948 va prendre part en els Jocs Olímpics d'Estiu de Londres, on fou sisè en la cursa dels 3.000 metres obstacles del programa d'atletisme. Quatre anys més tard, als Jocs de Hèlsinki, quedà eliminat en sèries de la mateixa cursa.
Va guanyar la medalla de plata en la prova dels 3.000 metres obstacles del Campionat d'Europa d'atletisme de 1950, rere Jindřich Roudný. El 1951 guanyà una altra medalla de plata en els 3.000 metres obstacles dels Jocs del Mediterrani. Es proclamà dues vegades campió dels Balcans (1953 i 1954) i guanyà cinc campionats nacionals dels 3.000 metres obstacles (1947, 1949 i de 1951 a 1953) i dos dels 5.000 metres (1948 i 1950). Va establir el rècord europeu dels 3.000 obstacles i el nacional dels 5.000 metres en diferents ocasions.

## Millors marques
- 5.000 metres. 14' 37.6" (1953)
- 3.000 metres obstacles. 8' 47.8" (1953)[1][6][7]